# Lomas del Dorado
Lomas del Dorado är en ort i Mexiko.   Den ligger i kommunen Ixhuatlán de Madero och delstaten Veracruz, i den sydöstra delen av landet, 190 km nordost om huvudstaden Mexico City. Lomas del Dorado ligger 159 meter över havet och antalet invånare är 648.
Terrängen runt Lomas del Dorado är kuperad österut, men västerut är den platt. Runt Lomas del Dorado är det ganska tätbefolkat, med 129 invånare per kvadratkilometer. Närmaste större samhälle är La Ceiba, 9,6 km sydost om Lomas del Dorado. Omgivningarna runt Lomas del Dorado är en mosaik av jordbruksmark och naturlig växtlighet.